# Gustavo de la Parra Navarro
Gustavo de la Parra Navarro (Madrid, 19 de desembre de 1975) és un exfutbolista madrileny, que ocupava la posició de defensa.

## Trajectòria
Format al planter de l'Atlètic de Madrid, va ser titular amb el filial matalasser a la Segona Divisió, tot jugant més d'un centenar de partits entre 1996 i 1999. Finalment, la temporada 99/00 puja al primer equip, però tot just apareix en quatre ocasions, i a més, l'Atlético perd la categoria.
A la campanya següent, la renovació feta pel club roig-i-blanc per retornar a la màxima categoria deixa fora al defensa, que recala al CD Numancia, amb qui viu un altre descens a Segona Divisió. El 2002 fitxa pel CD Leganés, on recupera la titularitat, jugant 32 partits, condició que repetiria la posterior campanya amb l'Algeciras CF.
Des del 2004, la carrera del madrileny prossegueix en equips de Segona B i divisions més modestes. Entre 2004 i 2006 milita a la UD Las Palmas, i la temporada 06/07 retornaria a Leganés. La temporada 07/08 s'incorpora al Collado Villalba.